# Comuna Puzîrkî, Kozeatîn
Puzîrkî (în ucraineană Пузирки) este o comună în raionul Kozeatîn, regiunea Vinnița, Ucraina, formată din satele Derjanivka, Panasivka și Puzîrkî (reședința).

## Demografie
Componența lingvistică a satului Puzîrkî
     Ucraineană (99,57%)
     Alte limbi (0,42%)
Conform recensământului din 2001, majoritatea populației satului Puzîrkî era vorbitoare de ucraineană (99,57%), existând în minoritate și vorbitori de alte limbi.